# خورخي غونغورا
خورخي غونغورا (بالإسبانية: Jorge Góngora)‏ (12 أكتوبر 1906 في ليما – 25 يونيو 1999) لاعب كرة قدم بيروفي راحل كان يجيد اللعب في خط الهجوم .
لعب طوال مسيرته الرياضية في نادي يونيفيرسيتاريو ديبورتيس . شارك مع منتخب بيرو في بطولة كأس العالم 1930 في الأوروغواي كما شارك في بطولة أمريكا الجنوبية 1935 .

## وصلات خارجية
- خورخي غونغورا على موقع الاتحاد الدولي (مؤرشف)  (الإنجليزية)
- خورخي غونغورا على موقع ناشيونال فوتبول تيمز (الإنجليزية)
- خورخي غونغورا على موقع Soccerway.com (الإنجليزية)
- خورخي غونغورا على موقع عالم كرة القدم.نت (الإنجليزية)

- هذا السيرة الذاتية